# اچ‌ام‌اس اوتر (۱۸۰۵)
اچ‌ام‌اس اوتر (۱۸۰۵) (به انگلیسی: HMS Otter (1805)) یک کشتی بود که طول آن ۱۰۶ فوت (۳۲٫۳ متر) بود. این کشتی در سال ۱۸۰۵ ساخته شد.